# Polo museale dei trasporti
Il Polo museale dei trasporti è un museo di Roma che raccoglie alcuni locomotori e tram storici precedentemente in servizio sulle ferrovie ex concesse Roma-Civita Castellana-Viterbo, Roma-Fiuggi-Alatri-Frosinone e Roma-Lido, oltre che sulle tranvie dei Castelli Romani.
L'ingresso è situato in via Bartolomeo Bossi, 7 nel quartiere Ostiense ed è adiacente alla stazione di Roma Porta San Paolo, capolinea settentrionale della Roma-Lido.

## Storia
Il Polo museale fu inaugurato da Met.Ro. su idea dell'ingegnere Angelo Curci il 18 settembre 2004 in concomitanza alla seconda notte bianca di Roma. Realizzato nell'ex scalo merci della stazione di Roma Porta San Paolo, esso è organizzato in parte all'aperto, dove sono esposti i rotabili restaurati, e in parte al chiuso, dove sono esposti plastici, tra cui quello della stazione di Osilo, strumentazioni ed oggetti particolari che permettono di ricostruire la storia del trasporto ferrotranviario romano.
A partire dal 2020 il museo è stato chiuso al pubblico, prima a causa delle misure per il contrasto alla pandemia di COVID-19, poi per la necessità di portare avanti lavori di manutenzione non ancora finanziati dalla Regione Lazio, in attesa del passaggio della gestione della ferrovia Roma-Lido dall'azienda municipale ATAC alle regionali COTRAL e ASTRAL, divenuto effettivo dal 1º luglio 2022.
Il museo ha riaperto il 14 ottobre 2022.

## Rotabili preservati

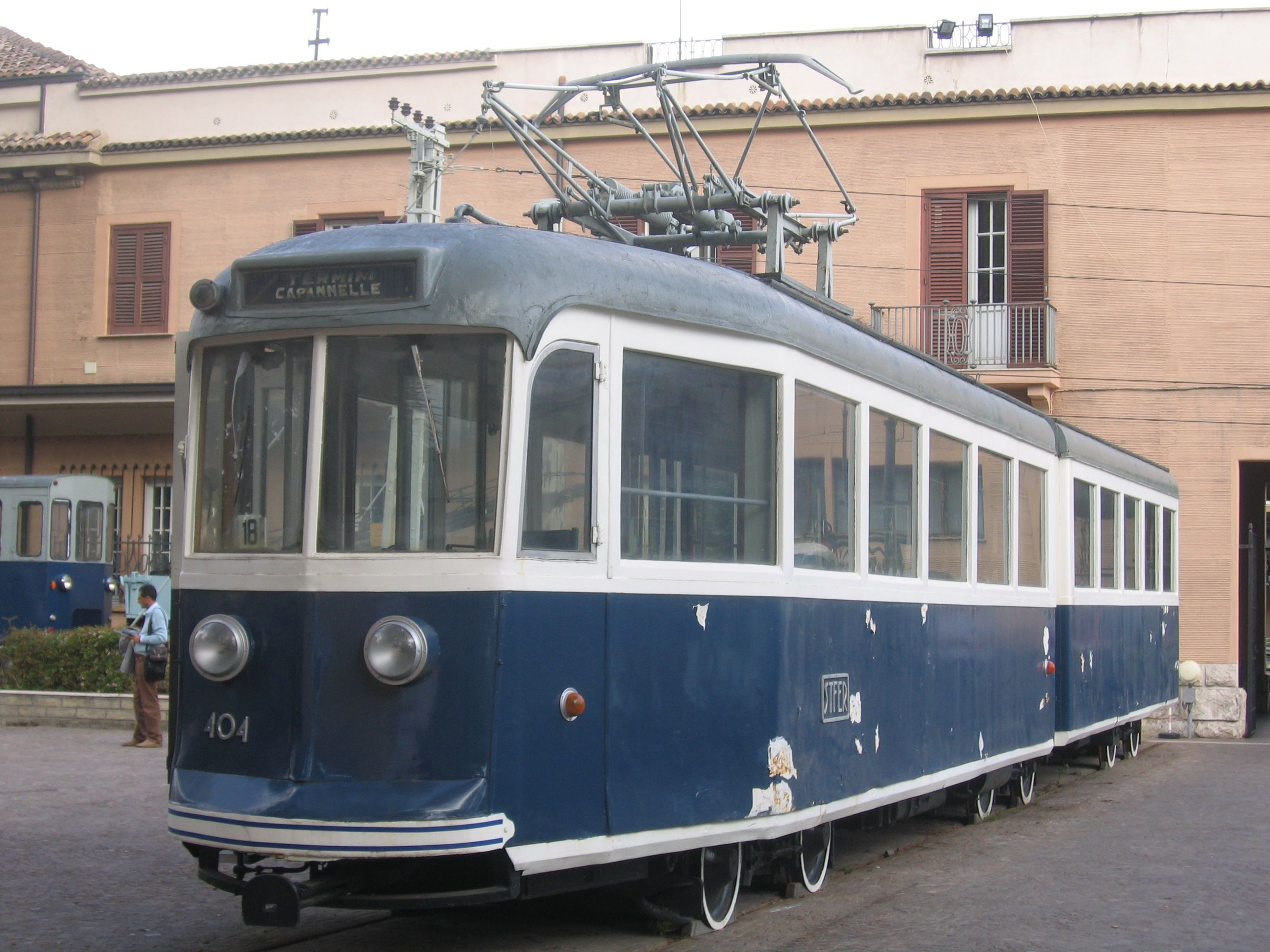
Tram STFER serie 400

Il Polo museale conserva esemplari costruiti negli anni 1907-1945. Tra i vari esemplari custoditi si segnalano:
- locomotore Breda-AEG del 1915, matricola n. 01 STEFER della ferrovia Roma-Fiuggi-Alatri-Frosinone;
- locomotore Carminati & Toselli-TIBB, del 1922, matricola n. 05 STEFER della ferrovia Roma-Lido;
- elettromotrice ECD Stanga-TIBB, del 1931, matricola n. 21 SRFN della ferrovia Roma-Civita Castellana-Viterbo;
- tram STFER serie 400, matricola n. 404, Stanga-TIBB, anno 1941, delle tranvie dei Castelli Romani;
- tram STEFER, matricola n. 70, per il servizio extraurbano sulle tranvie dei Castelli Romani;
- vagone di servizio piatto STEFER, ottenuto dalla modifica di un ex rimorchio a due assi extraurbano;
- motocarrello STEFER di servizio per l'ispezione della linea aerea della ferrovia Roma-Fiuggi-Alatri-Frosinone.

## Collegamenti
| È raggiungibile dalla fermata Porta San Paolo | del tram 3 |

|  | È raggiungibile dalla stazione Roma Porta San Paolo. |

|  | È raggiungibile dalla stazione di Roma Ostiense. |

|  | È raggiungibile dalla stazione di Roma Ostiense. |

|  | È raggiungibile dalla stazione di Roma Ostiense. |